# 塞奈迈因区
塞奈迈因区 (阿拉伯语：‎) 是叙利亚德拉省下辖的一个区，区首府塞奈迈因。南邻同属德拉省的伊兹拉区，北部与大马士革省接壤，西接库奈特拉省，东邻苏韦达省。